# Enclaves indo-bangladaises

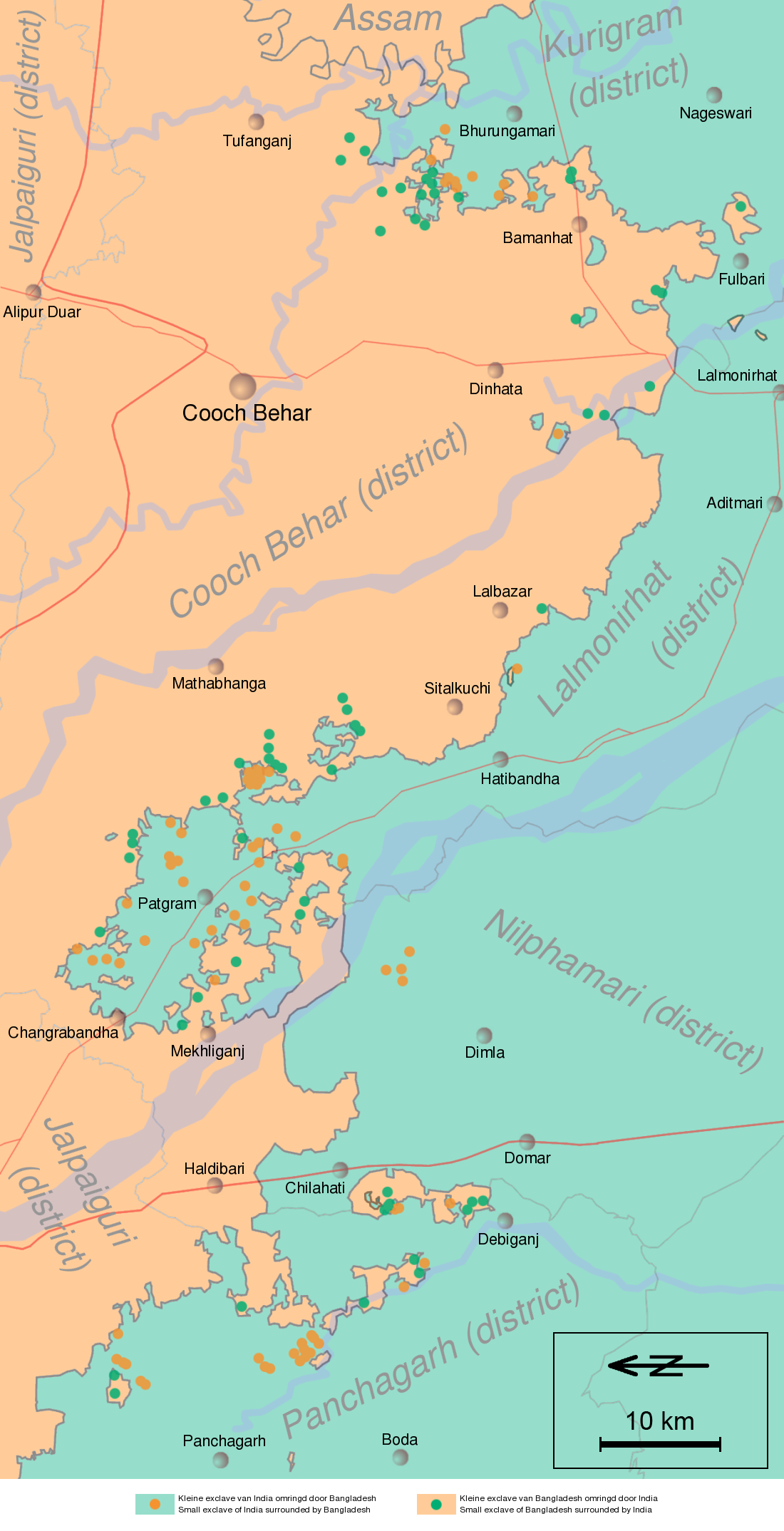
Carte de la région des enclaves. Le sommet de la carte est dirigé vers l'est, l'Inde est en orange et le Bangladesh en cyan.

Les enclaves indo-bangladaises, également connues comme chhitmahals (du bengali ছিটমহল, chitmôhol, les « miettes de terre »), étaient un ensemble d'environ deux cents enclaves disséminées le long de la frontière entre l'Inde et le Bangladesh. 
En septembre 2011, les premiers ministres des deux pays (Manmohan Singh d'Inde et Sheikh Hasina du Bangladesh) signent un accord sur la démarcation de la frontière. Une version révisée de l'accord a été adoptée par les deux pays le 7 mai 2015, lorsque le Parlement indien a adopté le 100e amendement à la Constitution indienne. En vertu de cet accord, qui a été ratifié le 6 juin 2015, l'Inde a reçu 51 enclaves bangladaises (soit 2 880 ha), tandis que le Bangladesh a reçu 111 enclaves indiennes (soit 6 940 ha). Les enclaves ont été échangées à minuit le 31 juillet 2015 et le transfert des résidents de l'enclave a été achevé le 30 novembre 2015. 
Depuis que l'échange de territoires a eu lieu, la seule enclave restante est Dahagram-Angarpota, une enclave du Bangladesh.

## Caractéristiques
Les enclaves occupaient une zone frontalière d'environ 150 km de long, orientée globalement d'ouest en est, à l'endroit où la frontière sépare le district de Cooch Behar au nord (dans l'État indien du Bengale-Occidental) et les districts de Panchagarh, Nilphamari, Lalmonirhat et Kurigram (dans la division bangladaise de Rangpur).
Au total, la région comptait 103 enclaves indiennes à l'intérieur du Bangladesh et 92 enclaves bangladaises à l'intérieur de l'Inde. Vingt-quatre d'entre elles (21 bangladaises, trois indiennes) étaient des enclaves de 2e ordre : elles étaient elles-mêmes situées à l'intérieur d'enclaves de l'autre pays. Il existait même jusqu'en 2015 une enclave de 3e ordre, Dahala Khagrabari, un champ indien situé à l'intérieur d'un territoire bangladais, lui-même enclavé dans une zone indienne entièrement entourée par le Bangladesh. 
La taille des enclaves était extrêmement variable : la plus grande enclave indienne, Balapara Khagrabari, mesurait plus de 25 km2 ; la plus grande enclave bangladaise, Dahagram-Angarpota, mesure près de 19 km2. La plus petite, une enclave indienne, ne mesurait que 0,2 ha, un peu plus qu'une piscine olympique. Au total, les enclaves indiennes s'étendaient sur près de 69 km2, les enclaves bangladaises sur 51 km2.
L'ensemble des enclaves serait habité par 50 000 à 100 000 personnes. Les conditions de vie dans les enclaves sont souvent très mauvaises : aucun accès à l'eau, l'électricité, l'éducation, voirie très réduite et soins médicaux inexistants. La criminalité y est endémique : porter plainte nécessite de franchir les frontières internationales. Les résidents souhaitant accéder à leur propre pays ne le peuvent que sur production d'une carte d'identité, après contrôle des gardes-frontières.
Dahagram-Angarpota, la plus grande enclave bangladaise, est séparée du territoire principal du Bangladesh par moins de 200 m. Habitée par 20 000 personnes, elle manque totalement d'équipements ; le seul complexe médical n'y est pas alimenté en électricité, l'Inde refusant au Bangladesh de faire passer des lignes électriques au-dessus de son territoire. Une bande de territoire indien de 170 m de long pour 85 m de large, le corridor de Tin Bigha (en), est louée par le Bangladesh pour 999 ans afin de permettre d'accéder à l'enclave. Il est utilisable par les résidents à certaines heures de la journée.

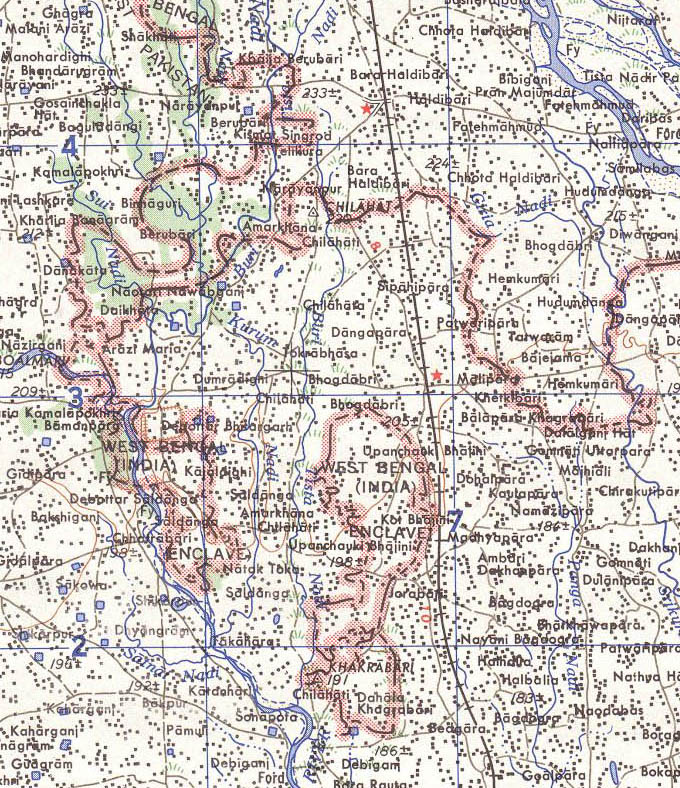
Carte simplifiée de la région frontalière, près de 26° 15′ 43″ N, 88° 45′ 06″ E, décrivant certaines des plus grandes enclaves indiennes à l'intérieur du Bangladesh. De nombreuses petites enclaves de la zone ne sont pas indiquées.
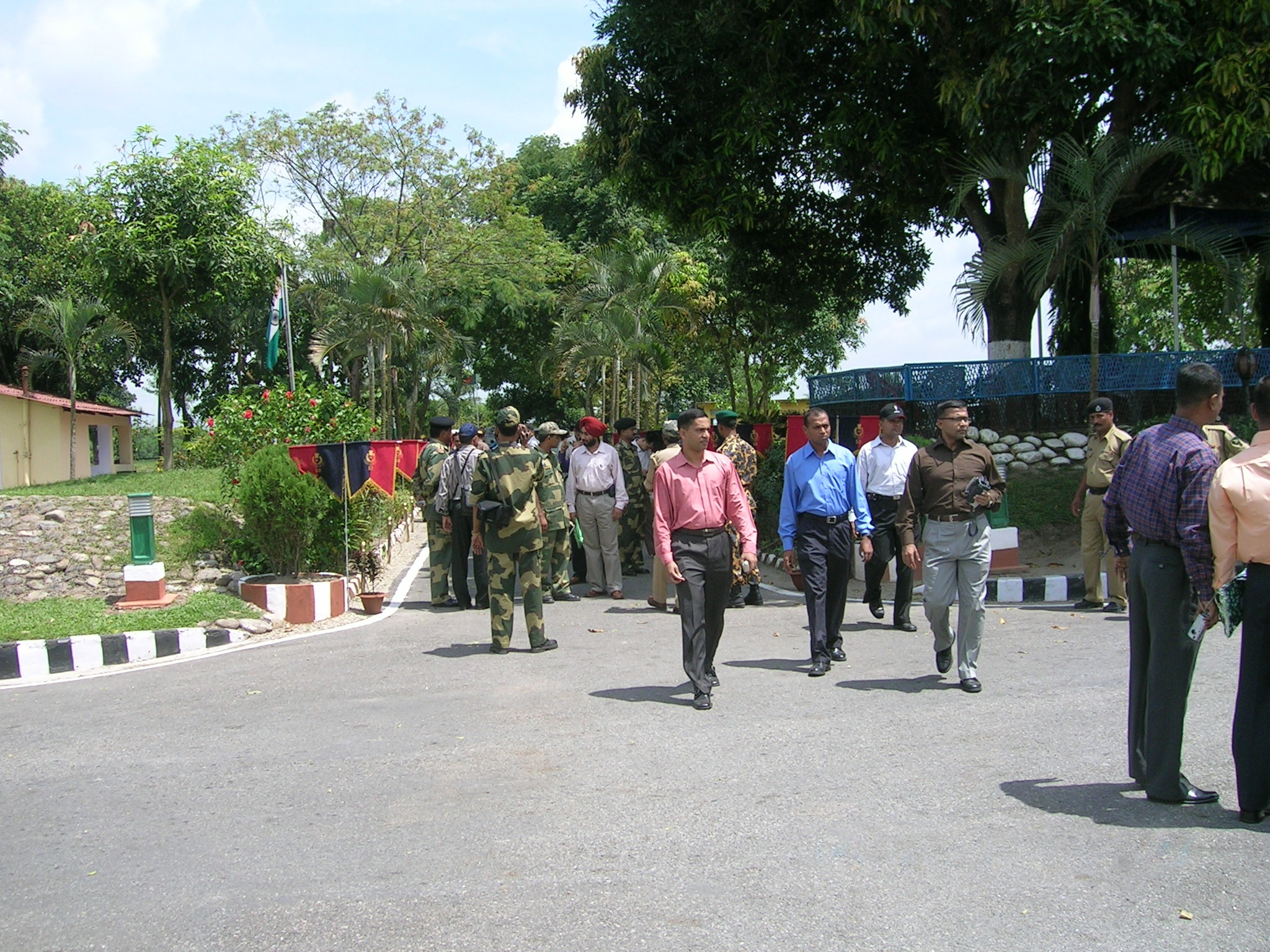
Le corridor de Tin Bigha (en), permettant d'accéder à l'enclave de Dahagram-Angarpota depuis le Bangladesh.

## Histoire
Selon une légende invérifiée, les enclaves proviendraient d'enjeux aux cartes ou aux échecs entre deux rois de la région, le raja du Cooch Behar et le maharaja du Rangpur. Selon les traces historiques, elles seraient le résultat confus d'un traité de 1713 entre le royaume de Cooch Behar et l'Empire moghol. Il est possible que les deux parties aient mis fin à une guerre sans déterminer une seule frontière pour les territoires gagnés ou perdus.
Après la partition des Indes en 1947, Rangpur est joint au Pakistan oriental et le Cooch Behar est intégré à l'Inde en 1949. Le désir de désenclaver la plupart des enclaves se manifeste dans un accord de 1958 pour un échange entre l'Inde et le Pakistan, mais le sujet se retrouve devant la cour suprême indienne. L'accord n'étant pas ratifié, les négociations reprennent lorsque le Pakistan oriental devient indépendant sous le nom de Bangladesh en 1971. En 1974, les deux pays se mettent d'accord pour échanger les enclaves, ou au moins pour y permettre un accès aisé ; le Bangladesh ratifie rapidement l'accord ; en Inde, le sujet reste très sensible politiquement et rien de concret ne se matérialise. Les négociations reprennent en 2001, sans plus de résultat. La nationalité résultante des résidents demeure un obstacle, car un accord pourrait avoir des conséquences pour d'autres désaccords frontaliers de la région.
En septembre 2011, les premiers ministres des deux pays (Manmohan Singh d'Inde et Sheikh Hasina du Bangladesh) signent un accord sur la démarcation de la frontière. Cent-soixante-deux enclaves seraient échangées, dont les résidents auraient à choisir leur nationalité,, afin soit de continuer à résider au même endroit, soit de rejoindre le pays de leur choix. L'Inde doit recevoir 51 enclaves, 28,8 km2, le Bangladesh 111 enclaves, 69,4 km2. Le Bangladesh conserverait également l'enclave de Dahagram-Angarpota.
Le Bangladesh a ratifié l'accord. Après un amendement constitutionnel soumis au parlement de l'Inde en août 2013, le texte de loi est soumis au Rajya Sabha le 18 décembre 2013.
Un accord a finalement été trouvé et l'échange a eu lieu le 1er août 2015.

## Liste  des enclaves avant 2015
Synthèse schématique :
| 21 enclaves de 2e ordre du Bangladesh (2,1 km2) \| 1 enclave de 3e ordre d'Inde (0,007 km2) \| |
| 1 enclave de 3e ordre d'Inde (0,007 km2)                                                       |

| 1 enclave de 3e ordre d'Inde (0,007 km2) |

| 21 enclaves de 2e ordre du Bangladesh (2,1 km2) \| 1 enclave de 3e ordre d'Inde (0,007 km2) \| |
| 1 enclave de 3e ordre d'Inde (0,007 km2)                                                       |

| 1 enclave de 3e ordre d'Inde (0,007 km2) |

| 21 enclaves de 2e ordre du Bangladesh (2,1 km2) \| 1 enclave de 3e ordre d'Inde (0,007 km2) \| |
| 1 enclave de 3e ordre d'Inde (0,007 km2)                                                       |

| 1 enclave de 3e ordre d'Inde (0,007 km2) |

| 21 enclaves de 2e ordre du Bangladesh (2,1 km2) \| 1 enclave de 3e ordre d'Inde (0,007 km2) \| |
| 1 enclave de 3e ordre d'Inde (0,007 km2)                                                       |

| 1 enclave de 3e ordre d'Inde (0,007 km2) |

| 71 enclaves du Bangladesh (47,7 km2) \| 7 enclaves de 2e ordre d'Inde (0,17 km2) \| |
| 7 enclaves de 2e ordre d'Inde (0,17 km2)                                            |

| 7 enclaves de 2e ordre d'Inde (0,17 km2) |

| 71 enclaves du Bangladesh (47,7 km2) \| 7 enclaves de 2e ordre d'Inde (0,17 km2) \| |
| 7 enclaves de 2e ordre d'Inde (0,17 km2)                                            |

| 7 enclaves de 2e ordre d'Inde (0,17 km2) |

### Bangladesh
Le tableau ci-dessous recense les différentes enclaves bangladaises. Les numéros correspondent à ceux établies par Banerjee en 1966.
| #      | Enclave                   | Superficie (ha) | Ordre | Notes |
| ------ | ------------------------- | --------------- | ----- | --- |
| 1      | Teldhar                   | 3,807           | 2     | Entourée par l'enclave indienne de Garati (#1) |
| 2      | Teldhar                   | 4,186           | 2     | Entourée par l'enclave indienne de Garati (#1) |
| 3      | Baikunthapur Teldhar      | 0,383           | 1     | Enclavée dans le district de Jalpaiguri du Bengale-Occidental |
| 4      | Baikunthapur Teldhar      | 20,307          | 1     | Enclavée dans le district de Jalpaiguri du Bengale-Occidental |
| 5      | Baikunthapur Teldhar      | 0,86            | 1     | Enclavée dans le district de Jalpaiguri du Bengale-Occidental |
| 6      | Nazirganj                 | 0,514           | 2     | Entourée par l'enclave indienne de Najirgonja (#19) |
| 7      | Nazirganj                 | 1,06            | 2     | Entourée par l'enclave indienne de Najirgonja (#27) |
| 8      | Nazirganj                 | 6,889           | 2     | Entourée par l'enclave indienne de Shalbari (#34 à #39) |
| 9      | Nazirganj                 | 0,848           | 2     | Entourée par l'enclave indienne de Shalbari (#34 à #39) |
| 10     | Nazirganj                 | 1,819           | 2     | Entourée par l'enclave indienne de Shalbari (#34 à #39) |
| 11     | Debottar Saldanga         | 2,32            | 2     | Entourée par l'enclave indienne de Shalbari (#34 à #39) |
| 12     | Upanchowki Bhajni         | 68,837          | 2     | Entourée par l'enclave indienne de Balapara Khagrabari (#42, #43, #47) |
| 13     | Upanchowki Bhajni         | 0,338           | 2     | Entourée par l'enclave indienne de Balapara Khagrabari (#42, #43, #47) |
| 14     | Upanchowki Bhajni         | 1,268           | 2     | Entourée par l'enclave indienne de Balapara Khagrabari (#42, #43, #47) |
| 15     | Upanchowki Bhajni         | 0,301           | 2     | Entourée par l'enclave indienne de Balapara Khagrabari (#42, #43, #47) |
| 16     | Upanchowki Bhajni         | 5,211           | 2     | Entourée par l'enclave indienne de Balapara Khagrabari (#42, #43, #47) |
| 17     | Upanchowki Bhajni         | 14,113          | 2     | Entourée par l'enclave indienne de Balapara Khagrabari (#42, #43, #47) |
| 18     | Upanchowki Bhajni         | 0,35            | 2     | Entourée par l'enclave indienne de Balapara Khagrabari (#42, #43, #47) |
| 19     | Upanchowki Bhajni         | 46,55           | 2     | Entourée par l'enclave indienne de Balapara Khagrabari (#42, #43, #47) ; entoure la seule enclave d'ordre 3 du monde, Dahala Khagrabari (#51) |
| 20     | Upanchowki Bhajni         | 28,804          | 2     | Entourée par l'enclave indienne de Balapara Khagrabari (#42, #43, #47) |
| 21     | Debi Doba                 | 3,496           | 2     | Entourée par l'enclave indienne de Balapara Khagrabari (#42, #43, #47) |
| 22     | Chhit Kuchlibari          | 147,362         | 1     | |
| 23     | Chhitland of Kuchlibari   | 1,685           | 1     | |
| 24     | Bala Pukhari              | 137,708         | 1     | |
| 25     | Chhitland of Panbari 2    | 0,964           | 1     | |
| 26     | Chhit Panbari             | 47,206          | 1     | |
| 27, 28 | Dahagram-Angarpota        | 1 877,268       | 1     | Plus grande enclave bangladaise en Inde ; constituée des chhits de Dahagram et Angarpota |
| 29     | Dhabalsati Mirgipur       | 75,949          | 1     | |
| 30     | Bamandal                  | 0,886           | 1     | |
| 31     | Chhit Dhabalsati          | 29,389          | 1     | |
| 32     | Dhabalsati                | 24,677          | 1     | |
| 33     | Dhabalsati                | 0,328           | 2     | Entourée par l'enclave indienne de Bara Khangir (#66, #67) |
| 34     | Srirampur                 | 1,083           | 1     | |
| 35     | Jote Nijama               | 37,134          | 1     | Forme un possible quadripoint international |
| 36     | Chhitland of Jagatber 3   | 21,333          | 1     | |
| 37     | Chhitland of Jagatber 1   | 12,621          | 1     | |
| 38     | Chhitland of Jagatber 2   | 9,918           | 1     | |
| 39     | Chhit Kokoabari           | 10,935          | 1     | |
| 40     | Chhit Bhandardaha         | 16,139          | 1     | |
| 41     | Jongra                    | 3,622           | 2     | Entourée par l'enclave indienne de Baskata (#93) |
| 42     | Dhabalguri                | 5,032           | 1     | |
| 43     | Chhit Dhabalguri          | 7,787           | 1     | |
| 44     | Chhitland of Dhabalguri 3 | 0,67            | 1     | |
| 45     | Chhitland of Dhabalguri 4 | 2,417           | 1     | |
| 46     | Chhitland of Dhabalguri 5 | 1,141           | 1     | |
| 47     | Chhitland of Dhabalguri 1 | 10,067          | 1     | |
| 48     | Chhitland of Dhabalguri 2 | 5,573           | 1     | |
| 49     | Mahishmari                | 51,824          | 1     | |
| 50     | Bara Saradubi             | 14,148          | 1     | Forme un quadripoint international |
| 51, 52 | Falnapur-Nalgram          | 771,991         | 1     | Constituée des chhits de Falnapur (#51) et Nalgram (#52) ; entoure l'enclave indienne de Nalgram Chhit (#111) |
| 53     | Nalgram                   | 2,437           | 1     | |
| 54     | Nalgram                   | 1,787           | 1     | |
| 55     | Chhit Nalgram             | 31,72           | 1     | |
| 56     | Chhit Nalgram             | 0,898           | 1     | |
| 57     | Amjhol                    | 1,547           | 1     | |
| 58     | Kismat Batrigach          | 95,601          | 1     | |
| 59     | Batrigach                 | 269,402         | 1     | Entoure l'enclave indienne de Madnakura Chhit (#114) |
| 60     | Batrigach                 | 4,346           | 1     | |
| 61     | Durgapur                  | 7,343           | 1     | |
| 62     | Bansua Khamar Gitaldaha   | 8,801           | 1     | |
| 63     | Karala                    | 97,348          | 1     | |
| 64     | Karala                    | 1,045           | 1     | |
| 65     | Karala                    | 7,964           | 1     | |
| 66     | Chandrakhan               | 20,697          | 2     | Entourée par l'enclave indienne de Dasiar Chhara (#117) |
| 67     | Sibprasad Mustafi         | 144,487         | 1     | |
| 68     | Sibprasad Mustafi         | 1,617           | 1     | |
| 69     | Poaturkuthi               | 243,279         | 1     | |
| 70     | Paschim Bakalir Chhara    | 62,492          | 1     | |
| 71     | Madhya Bakalir Chhara     | 13,935          | 1     | |
| 72     | Purba Bakalir Chhara      | 6,076           | 1     | |
| 73     | Dakshin Masaldanga        | 0,724           | 1     | |
| 74, 81 | Dakshin Masaldanga        | 272,48          | 1     | Constituée des chhits de Dakshin Masaldanga (#74) et Kachua (#81) |
| 75     | Dakshin Masaldanga        | 0,762           | 1     | |
| 76     | Dakshin Masaldanga        | 1,448           | 1     | |
| 77     | Dakshin Masaldanga        | 0,492           | 1     | |
| 78     | Dakshin Masaldanga        | 3,376           | 1     | |
| 79     | Paschim Masaldanga        | 11,671          | 1     | |
| 80     | Paschim Masaldanga        | 1,303           | 1     | |
| 82     | Madhya Chhit Masaldanga   | 4,005           | 1     | |
| 83     | Purba Chhit Masaldanga    | 4,197           | 1     | |
| 84     | Purba Chhit Masaldanga    | 12,076          | 1     | |
| 85     | Paschim Chhit Masaldanga  | 1,579           | 1     | |
| 86     | Purba Masaldanga          | 2,267           | 1     | Une carte des années 1930 et une source de 1940 sous-entendent que les deux enclaves de Purba Masaldanga (#86 et #87) n'en forment qu'une. Les cartes topographiques et les autres sources suggèrent qu'elles sont séparées ; si elles sont jointes, elles sont reliées au-dessus du très court espace qui les sépare, le long d'un beel (un ancien lit de rivière marécageux) |
| 87     | Purba Masaldanga          | 65,894          | 1     | Une carte des années 1930 et une source de 1940 sous-entendent que les deux enclaves de Purba Masaldanga (#86 et #87) n'en forment qu'une. Les cartes topographiques et les autres sources suggèrent qu'elles sont séparées ; si elles sont jointes, elles sont reliées au-dessus du très court espace qui les sépare, le long d'un beel (un ancien lit de rivière marécageux) |
| 88     | Uttar Masaldanga          | 11,773          | 1     | |
| 89     | Madhya Masaldanga         | 55,55           | 1     | Entoure l'enclave indienne de Chhit Seoruguri (#127) |
| 90     | Dakshin Masaldanga        | 3,739           | 1     | |
| 91     | Uttar Bansjani            | 17,98           | 1     | |
| 92     | Uttar Daldanga            | 2,223           | 1     | |
| 93     | Uttar Daldanga            | 10,538          | 1     | |
| 94     | Uttar Daldanga            | 4,843           | 1     | |
| 95     | Chhat Telai               | 29,393          | 1     | À cheval sur la frontière entre le Bengale-Occidental (district de Cooch Behar) et l'Assam (district de Dhubri) |

### Inde
Le tableau ci-dessous recense les différentes enclaves indiennes. Les numéros correspondent à ceux établies par Banerjee en 1966.
| #                      | Enclave                       | Superficie (ha) | Ordre | Notes |
| ---------------------- | ----------------------------- | --------------- | ----- | --- |
| 1                      | Garati                        | 382,986         | 1     | Comprend deux enclaves bangladaises, Teldhar (#1 et #2) |
| 2                      | Garati                        | 1,642           | 1     | |
| 3                      | Garati                        | 31,517          | 1     | |
| 4                      | Garati                        | 8,26            | 1     | Les deux enclaves de Garati (#4 et #5) sont unies sur les cartes topographiques d'avant 1947. Des sources ultérieurs (Banerjee en 1966, les cartes du recensement indien de 1991) les décrivent comme distinctes.        |
| 5                      | Garati                        | 1,239           | 1     | Les deux enclaves de Garati (#4 et #5) sont unies sur les cartes topographiques d'avant 1947. Des sources ultérieurs (Banerjee en 1966, les cartes du recensement indien de 1991) les décrivent comme distinctes.        |
| 6                      | Garati                        | 22,963          | 1     | |
| 7                      | Shingimari Part I             | 3,359           | 1     | |
| 15                     | Najirgonja                    | 0,531           | 1     | |
| 16                     | Najirgonja                    | 6,785           | 1     | Comprend l'enclave bangladaise de Nazirganj (#6) |
| 17                     | Najirgonja                    | 5,863           | 1     | |
| 18                     | Putimari                      | 52,067          | 1     | |
| 19                     | Najirgonja                    | 21,898          | 1     | |
| 20                     | Najirgonja                    | 2,01            | 1     | |
| 21                     | Najirgonja                    | 1,849           | 1     | |
| 22                     | Najirgonja                    | 0,706           | 1     | |
| 23                     | Najirgonja                    | 0,974           | 1     | |
| 24                     | Najirgonja                    | 2,748           | 1     | |
| 25, 26                 | Najirgonja                    | 26,298          | 1     | Les deux enclaves de Najirgonja (#25 et #26) sont unies sur les cartes topographiques d'avant 1947, mais distinctes sur celles du recensement indien de 1991,.                                                           |
| 27                     | Najirgonja                    | 29,206          | 1     | Comprend l'enclave bangladaise de Nazirganj (#7) |
| 28, 29, 30, 31         | Najirgonja                    | 32,228          | 1     | Constituée des chhits de Najirgonja (#28, #29, #30, #31) |
| 32                     | Najirgonja                    | 22,574          | 1     | |
| 33                     | Najirgonja                    | 106,249         | 1     | |
| 34, 35, 36, 37, 38, 39 | Shalbari                      | 1 366,856       | 1     | Constituée des chhits de Natatoka (#34 et #35), Bewladanga (#36), Kajal Dighi (#37), Shalbari (#38) et Daikhata Chhat (#39) ; comprend les enclaves bangladaises de Nazirganj (#8, #9 et #10) et Debottar Saldanga (#11) |
| 40                     | Bewladanga                    | 2,866           | 1     | |
| 41                     | Bewladanga Chhat              | 1,967           | 1     | |
| 42, 43, 47             | Balapara Khagrabari           | 2 587,645       | 1     | Constituée des chhits de Dahala Khagrabari (#42), Kothajni (#43) et Balapara Khagrabari (#47) ; comprend les enclaves bangladaises de Upanchowki Bhajni (#12 à #20) et Debi Doba (#21)                                   |
| 44, 45, 46             | Kothajni-Kothajni-Kothajni    | 0,602           | 1     | |
| 48                     | Dahala Khagrabari             | 0,551           | 1     | |
| 49                     | Dahala Khagrabari             | 0,463           | 1     | |
| 50                     | Dahala Khagrabari             | 0,354           | 1     | |
| 51                     | Dahala Khagrabari             | 0,848           | 3     | Seule enclave d'ordre 3 au monde : elle est entourée par l'enclave bangladaise d'Upanchowki Bhajni (#110), elle-même située dans l'enclave indienne de Balapara Khagrabari (#42-43-47)                                   |
| 52                     | Dahala Khagrabari             | 0,205           | 1     | |
| 53                     | Bara Khanki-Kharija Gitaldaha | 3,08            | 1     | |
| 54                     | Bara Khanki-Kharija Gitaldaha | 15,528          | 1     | |
| 55                     | Nagarjikabari                 | 13,864          | 1     | |
| 56                     | Barakhangir                   | 14,251          | 1     | |
| 57                     | Kuchlibari                    | 3,011           | 1     | |
| 58                     | Kuchlibari                    | 0,956           | 1     | |
| 59                     | Bara Kuchlibari               | 1,76            | 1     | |
| 60                     | Jamaldaha Balapukhari         | 2,313           | 1     | |
| 61                     | Upanchowki Kuchlibari         | 0,791           | 1     | |
| 62                     | Upanchowki Kuchlibari         | 16,7            | 1     | |
| 63                     | Bhotbari                      | 16,344          | 1     | |
| 64                     | Balapukhari                   | 21,641          | 1     | |
| 65                     | Bara Khangir                  | 20,028          | 1     | |
| 66, 67                 | Bara Khangir                  | 53,964          | 1     | Constituée des chhits de Bara Khangir (#66) et Chhat Bagdokra (#67) ; comprend l'enclave bangladaise de Dhabalsati (#33)                                                                                                 |
| 68                     | Ratanpur                      | 23,478          | 1     | |
| 69                     | Bagdokra                      | 9,152           | 1     | |
| 70                     | Fulkerdabri                   | 0,687           | 1     | |
| 71, 72, 73             | Kharkharia                    | 85,908          | 1     | Constituée des chhits de Kharkharia (#71), Lotamari (#72) et Kharkharia (#73) |
| 74, 75, 76, 77         | Kamat Changrabandha           | 159,917         | 1     | Constituée des chhits de Bhotbari (#74), Kamat Changrabandha (#75 et #76) et Panisala (#77) |
| 78                     | Dwarikamarikhasbash           | 15,804          | 1     | |
| 79                     | Panisala                      | 0,954           | 1     | |
| 80                     | Panisala                      | 6,801           | 1     | |
| 81                     | Panisala                      | 21,539          | 1     | |
| 82                     | Panisala                      | 18,618          | 1     | |
| 83                     | Lotamari                      | 113,982         | 1     | |
| 84                     | Lotamari                      | 41,466          | 1     | |
| 85                     | Dwarikamari                   | 14,154          | 1     | |
| 86                     | Dwarikamari                   | 18,93           | 1     | |
| 87                     | Chhat Bhothat                 | 21,408          | 1     | |
| 88                     | Baskata                       | 8,217           | 1     | |
| 89                     | Baskata                       | 5,288           | 1     | |
| 90                     | Baskata                       | 10,677          | 1     | |
| 91                     | Bhogramguri                   | 1,108           | 1     | |
| 92                     | Chenakata                     | 3,678           | 1     | |
| 93                     | Baskata                       | 175,124         | 1     | Comprend l'enclave bangladaise de Jongra (#41) |
| 94                     | Baskata                       | 12,494          | 1     | |
| 95                     | Baskata                       | 5,162           | 1     | |
| 96                     | Baskata                       | 22,731          | 1     | |
| 97                     | Baskata                       | 134,34          | 1     | |
| 98                     | Baskata                       | 0,312           | 1     | |
| 99                     | Baskata                       | 12,562          | 1     | |
| 100                    | Baskata                       | 13,411          | 1     | |
| 101                    | Baskata                       | 4,779           | 1     | |
| 102                    | Baskata                       | 0,488           | 1     | |
| 103                    | Baskata                       | 1,857           | 1     | |
| 104                    | Baskata                       | 11,551          | 1     | |
| 105                    | Baskata                       | 1,071           | 1     | |
| 106                    | Baskata                       | 0,715           | 1     | |
| 107                    | Baskata                       | 0,42            | 1     | |
| 108                    | Baskata                       | 7,385           | 1     | |
| 109                    | Baskata                       | 10,576          | 1     | |
| 110                    | Baskata                       | 0,409           | 1     | |
| 111                    | Nalgram Chhit                 | 2,29            | 2     | Entourée par l'enclave bangladaise de Falnapur-Nalgram (#51, #52) |
| 112                    | Gotamuri Chhit                | 53,259          | 1     | |
| 113                    | Gotamuri Chhit                | 9,148           | 1     | |
| 114                    | Madnakura Chhit               | 13,413          | 2     | Entourée par l'enclave bangladaise de Batrigach (#59) |
| 115                    | Bans Pachai                   | 78,497          | 1     | |
| 116                    | Bans Pachai Bhitarkuthi       | 29,505          | 1     | |
| 117                    | Dasiar Chhara                 | 675,912         | 1     | Comprend l'enclave bangladaise de Chandrakhan (#66) |
| 118                    | Dakurhat Dakinir Kuthi        | 5,775           | 1     | |
| 119                    | Kalamati                      | 9,012           | 1     | |
| 120                    | Shahebganj                    | 12,92           | 1     | |
| 121                    | Seotikursa                    | 18,163          | 1     | |
| 122                    | Bara Gaochulka                | 18,147          | 1     | |
| 123                    | Gaochulka II                  | 1,28            | 1     | |
| 124                    | Gaochulka I                   | 3,762           | 1     | |
| 125                    | Dighaltari II                 | 6,129           | 1     | |
| 126                    | Dighaltari I                  | 4,997           | 1     | |
| 127                    | Chhit Seoruguri               | 0,589           | 2     | Entourée par l'enclave bangladaise de Madhya Masaldanga (#89) |
| 128                    | Chhoto Guraljhara II          | 7,378           | 1     | |
| 129                    | Chhoto Guraljhara I           | 16,661          | 1     | |